# Dictionnaire de la Bible
Le Dictionnaire historique, critique, chronologique, géographique et littéral de la Bible est un ouvrage de Dom Calmet, paru pour la première fois en 1722 et 1728, et dont l'édition définitive date de 1730.

## Composition et réception
Le Dictionnaire de la Bible fait suite à d'autres ouvrages de Dom Calmet, dont le Commentaire littéral sur tous les livres de l'Ancien et du Nouveau Testament, paru en 26 volumes à partir de 1707. Ce dernier est surtout lu par le clergé, tandis que le Dictionnaire de la Bible est destiné au grand public.
L'ouvrage publié en 1722 fait l'objet d'un Supplément en 1728, qui est incorporé dans l'édition définitive de 1730. Il devient un best-seller, avec environ 35 réimpressions, rééditions et traductions connues, dont un grand nombre de piratages. Les éditeurs officiels y avaient pris leur part, en dotant l'ouvrage de 150 gravures historiques et géographiques, que certains considèrent comme « très médiocres et propres tout au plus à amuser les enfants ». L'un des intérêts de l'oeuvre pour les lecteurs est la volonté d'esprit critique de Dom Calmet, qui n'hésite pas à confronter des opinions divergentes sur des sujets d’exégèse. Même attaqué sur son approche, il fait à son époque figure incontournable en matière biblique.
Dans l'ensemble du monde chrétien, le Dictionnaire de Calmet devient ainsi à la Bible ce que le Webster est à l'anglais et Le Robert au français. L'approche irénique de Dom Calmet rend son œuvre recevable au sein de milieux très divers : même le théologien américain du milieu du XVIIIe siècle Jonathan Edwards, farouche calviniste, en reconnaît l'importance. L'érudition évidente, qui manifeste une connaissance des traditions tant protestante que juive, fait grande impression, de même que les exposés détaillés des débats qui avaient traversé l'histoire du christianisme.
Voltaire est un grand lecteur et annotateur de dom Calmet, qu'il qualifie de « judicieux », en ajoutant : « Rien n'est plus utile que la compilation de ses recherches sur la Bible. Les faits y sont exacts, les citations fidèles. Il ne pense point, mais en mettant tout dans un grand jour, il donne beaucoup à penser. » Émilie du Châtelet le trouve « aussi raisonnable qu’il est permis à un moine de l’être, et quelquefois même plus qu’on oserait l’espérer. »
Cependant, le renouveau des études bibliques amorcé à la fin du XIXe siècle fait vieillir l'ouvrage : les scientifiques et archéologues ne peuvent plus se satisfaire des dissertations d'un homme qui n'avait jamais mis les pieds en Terre Sainte et dont les considérations morales occupent une place importantes dans ses écrits.

## Éditions
- 1722 :  Dictionnaire historique, critique, chronologique, géographique et littéral de la Bible, enrichi d'un grand nombre de figures en taille-douce, qui représente les antiquitez judaïques, par le révérend père Dom Augustin Calmet, religieux bénédictin, abbé de Saint Léopold de Nancy, Paris, Emery, Saugrain, Pierre Martin, 1722. Tome I : A-L ; Tome II : M-Z
- 1728 : Supplément. Tome III : A-L ; Tome IV : M-Z
- 1730 : Dictionnaire historique, critique, chronologique, géographique et littéral de la Bible, nouvelle édition revue, corrigée et augmentée, dans laquelle le Supplément a été exactement refondu, Paris, Emery, Saugrain, Pierre Martin, 1730. Tome I : A-D ; Tome II : E-M ; Tome III : N-T ; Tome IV : V-Z, tables